# Doddagavanahalli, Arkalgud
Doddagavanahalli là một làng thuộc tehsil Arkalgud, huyện Hassan, bang Karnataka, Ấn Độ.